# Æthelric (évêque de Durham)
Pour les articles homonymes, voir Æthelric.
Æthelric est un prélat anglais mort le 15 octobre 1072. Il est évêque de Durham de 1041 à 1056.

## Biographie
Moine à l'abbaye de Peterborough, Æthelric est invité à Durham par l'évêque Edmond, qui souhaite qu'il enseigne la vie monacale aux moines du cru. Après la mort d'Edmond et de son éphémère successeur Eadred, survenues vers 1040, Æthelric est sacré évêque le 11 janvier 1041 à York. Sa nomination bénéficie peut-être de l'appui du comte de Northumbrie Siward : lorsqu'Æthelric s'enfuit de Durham à la suite d'une querelle avec les moines, Siward le rétablit dans ses fonctions.
Æthelric est contraint de démissionner à la suite d'un scandale financier. En effet, il s'est approprié un trésor découvert à Chester-le-Street durant l'édification d'une nouvelle église, et aurait envoyé l'argent à son ancien monastère de Peterborough pour y financer des travaux. Son frère Æthelwine lui succède à la tête de l'évêché. Æthelric se retire à Peterborough et y reste jusqu'à la conquête normande. Arrêté sur ordre de Guillaume le Conquérant après mai 1070, il meurt en captivité à Westminster le 15 octobre 1072.